# Célestin Nat
Célestin Nat (Toulouse, 7 septembre 1870 – bagne de Cayenne, 31 octobre 1895), est un militant et terroriste anarchiste individualiste. Orphelin, il grandit dans la pauvreté et le vagabondage et parvient à obtenir un emploi à Marseille au début de l'Ère des attentats (1892-1894). Il est renvoyé de cet emploi peu de temps après, ce qui le pousse à rendre visite au chef de cabinet du maire de la ville, qui refuse aussi de lui fournir un travail. 
Il effectue alors l'attentat de Marseille (1894), deux jours avant l'exécution d'Émile Henry, où il se rend sur le quai des Augustins de Marseille et poignarde le premier bourgeois qu'il croise. Cet attentat, l'un des premiers à s'inscrire dans la dynamique du terrorisme indiscriminé, lui vaut d'être arrêté et jugé. Il écope de vingt ans de réclusion au bagne et y meurt l'année suivante.

## Biographie
Célestin Nat naît à Toulouse le 7 septembre 1870. Il est orphelin et ses parents sont inconnus ; Nat doit mener une partie de son enfance à vagabonder. Il étudie un certain temps à Royat, où il suit un apprentissage dans des métiers agricoles. Il reçoit une médaille d'argent de la ferme-école de Royat en 1886 quand il obtient son concours. Il travaille dans divers emplois pendant cette période, en particulier comme jardinier ou comme « homme-sandwich ». Nat suit les conférences de Sébastien Faure à Marseille quand elles y prennent place et fréquente le Bar de la Croix de Malte, alors le lieu de rassemblement des anarchistes marseillais radicaux. Il est dénoncé à la police dans une lettre anonyme au début de l'année 1894 comme étant un « anarchiste dangereux », ce qui mène à une enquête sur lui - qui ne donne pas de résultats probants.
Nat perd son emploi à la fin d'avril 1894 ; il tente de se rendre auprès du chef de cabinet du maire de Marseille pour lui demander un emploi, mais celui-ci refuse et l'éconduit. Le 19 mai 1894, Nat marche un certain temps sur le quai des Augustins, cherchant une cible - il poignarde un bourgeois sous l'oreille gauche avec un tire-point avant de s'enfuir,. La victime est le dirigeant d'une entreprise d'huile d'olive, Louis Blanc et survit. Il est ensuite arrêté, on trouve sur lui un calepin où sont écrits la Chanson du Père Duchesne, que chante Ravachol en allant à la guillotine, les vers sur la tombe d'Auguste Vaillant et le manifeste d'Émile Henry.

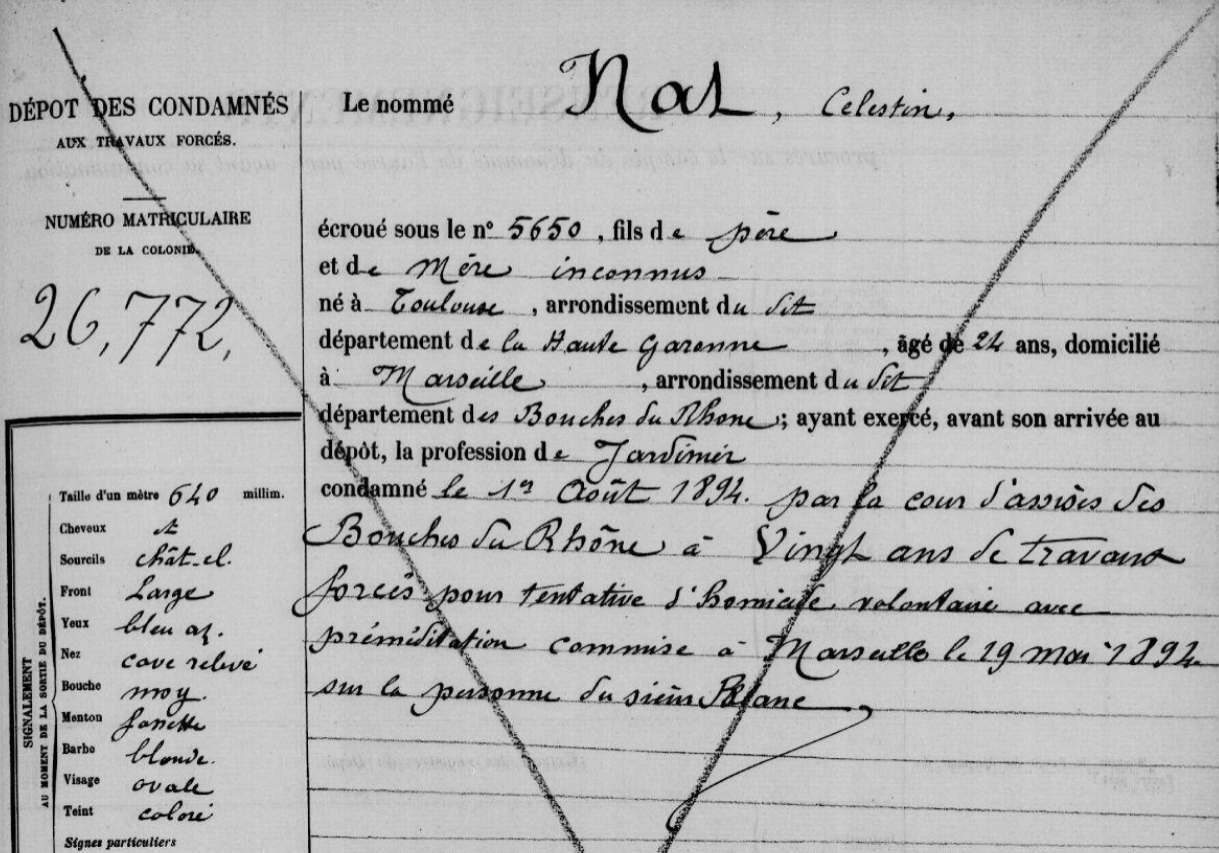
Fiche de Célestin Nat, condamné à la déportation au bagne en 1894.

Cet attentat se produit deux jours avant l'exécution prévue d'Émile Henry et présente de nombreuses similarités avec l'attentat du 13 novembre 1893 effectué par Léon Léauthier quelques mois plus tôt,. Alors qu'il est incarcéré et que l'exécution d'Henry doit arriver le lendemain, il déclare à ses geôliers, :

« C'est demain matin qu'on guillotinera Émile Henry, le martyr ! Je l'ai vengé par avance ; on me guillotinera peut-être aussi, mais l'anarchie ne sera pas morte pour cela. Je regrette de n'avoir pu tuer plusieurs bourgeois. [...] J'ai frappé ce bourgeois comme j'en aurais frappé un autre. Je mourais de faim, j'étais en état de légitime défense : je me suis défendu. »

Plus généralement, il annonce ne rien regretter et que toute la bourgeoisie devrait disparaître. L'anarchiste est ensuite jugé au début du mois d'août 1894, il nie entièrement le fait d'être anarchiste pendant son procès. Le procureur demande la peine de mort mais il est finalement condamné à 20 ans de réclusion au bagne, le 3 août 1894,. Il y meurt l'année suivante, le 31 octobre 1895.